# Ivan Bandalovski
Ivan Georgiev Bandalovski, né le 23 novembre 1986 à Sofia, est un footballeur international bulgare évoluant au poste d'arrière droit au Tsarsko Selo Sofia.

## Biographie
Bandalovski commence sa carrière au Litex Lovech. Après un prêt non concluant au Feyenoord Rotterdam, il est transféré en 2008 au Lokomotiv Sofia. Il rejoint en 2010 le CSKA Sofia, club avec lequel il remporte la Coupe de Bulgarie en 2011.
Lors de l'été 2013, il quitte son pays natal et s'engage avec le club belge de l'Oud-Heverlee Louvain.
Avec l'équipe de Bulgarie Bandalovski participe à un match qualificatif pour la Coupe du monde 2010 face à la Géorgie, puis à une rencontre qualificative pour la Coupe du monde 2014 face au Danemark.

## Palmarès
- Vainqueur de la Coupe de Bulgarie en 2011 avec le CSKA Sofia